# Sverigefinnarnas dag
Sverigefinnarnas dag firas på folklivsforskaren Carl Axel Gottlunds födelsedag den 24 februari.
Dagen började firas 2011 och från och med 2013 finns den som en officiell dag i den svenska almanackan. Sverigefinnar utgör den största nationella minoriteten i Sverige och dagen ska synliggöra den sverigefinska minoritetens historia, språk och kultur som en del av det svenska kulturarvet.